# Лаго-Архентино (департамент)
Департамент Лаго-Архентино  (исп. Departamento de Lago Argentino) — департамент в Аргентине в составе провинции Санта-Крус.
Территория — 37292 км². Население — 18864 человек. Плотность населения — 0,50 чел./км².
Административный центр — Эль-Калафате.

## География
Департамент расположен на западе провинции Санта-Крус.
Департамент граничит:
- на севере — с департаментом Рио-Чико
- на востоке — с департаментом Корпен-Айке
- на юге — с департаментом Гуэр-Айке
- на западе — с Чили

## Административное деление
Департамент включает 2 муниципалитета:
- Эль-Калафате
- Эль-Чальтен

## Важнейшие населенные пункты[3]
| № | Населённый пункт | Населённый пункт (исп.) | Категория | Население чел. (2010) | На карте                        |
| - | ---------------- | ----------------------- | --------- | --------------------- | ------------------------------- |
| 1 | Эль-Калафате     | El Calafate             | город     | 16655                 | 50°20′18″ ю. ш. 72°15′52″ з. д. |
| 2 | Эль-Чальтен      | El Chaltén              | поселок   | 1627                  | 49°19′50″ ю. ш. 72°53′11″ з. д. |
| 3 | Трес-Лагос       | Tres Lagos              | поселок   | 282                   | 49°35′54″ ю. ш. 71°26′48″ з. д. |
| 4 | Пунта-Бандера    | Punta Bandera           | поселок   | н/д                   | 50°18′48″ ю. ш. 72°47′36″ з. д. |